# سفارة البرازيل في روسيا
سفارة البرازيل في روسيا هي أرفع تمثيل دبلوماسي لدولة البرازيل لدى روسيا. تقع السفارة في موسكو وهي تهدف لتعزيز المصالح البرازيلية في روسيا.

## وصلات خارجية
- الموقع الرسمي
- قائمة سفارات البرازيل
- قائمة السفارات في روسيا